# والیا ساموئلیان
والیا ساموئلیان (ارمنی: Վալյա Սամվելյան؛ انگلیسی: Valya Samvelyan؛ ۱۲ اوت ۱۹۳۷ – ۳ دسامبر ۱۹۹۰) خواننده موسیقی فولک ارمنی اهل ارمنستان بود.

## زندگی‌نامه
وی در ۱۲ اوت ۱۹۳۷ در ایروان به دنیا آمد. آرا گوورگیان پسر وی می‌باشد.. وی در ۳ دسامبر ۱۹۹۰ در سن ۵۳ سالگی در ایروان در یک سانحه رانندگی درگذشت.

## نگارخانه

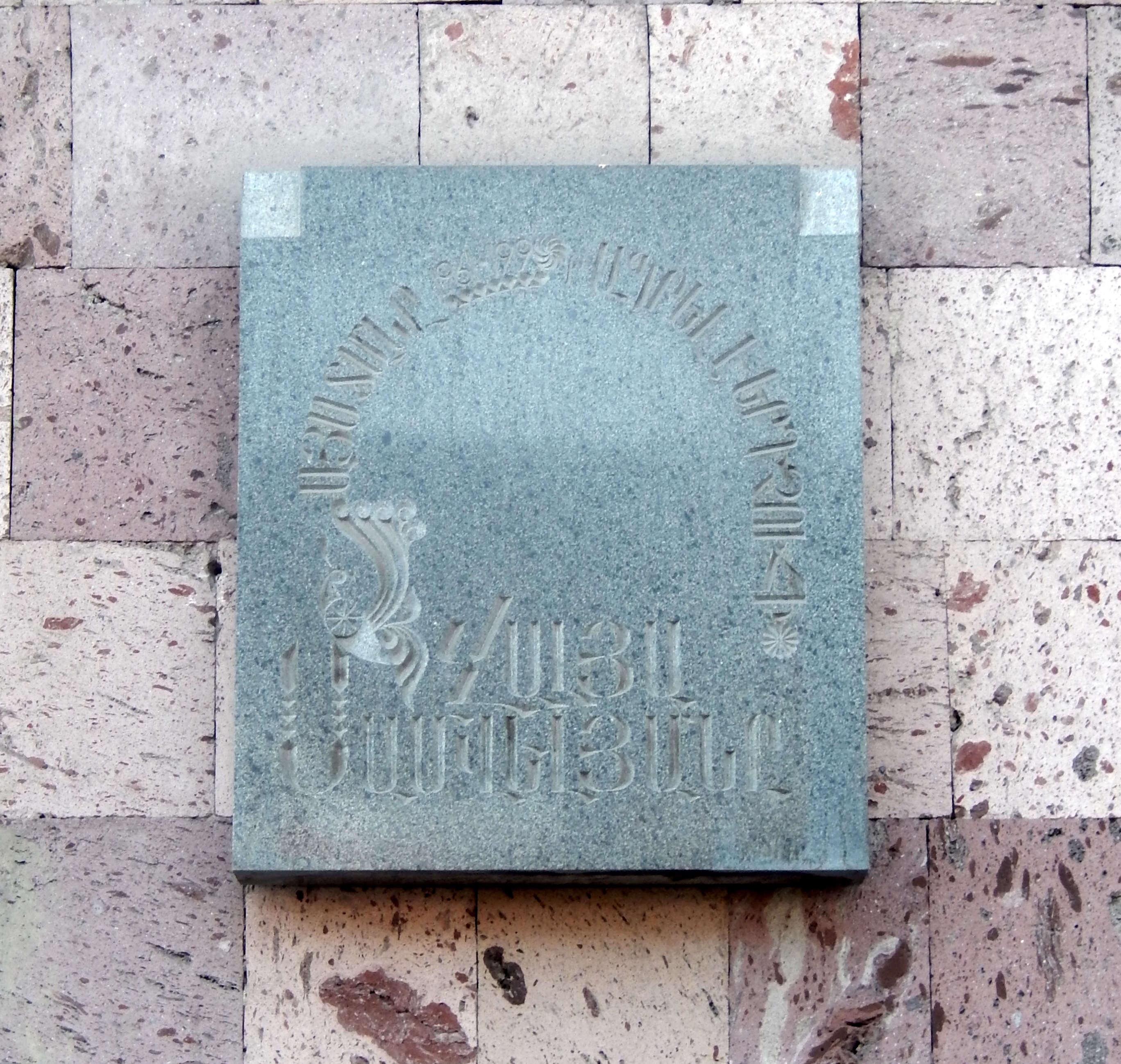